# کنگو کوما
کنگو کوما (انگلیسی: Kengo Kuma؛ زادهٔ ۱۹۵۴) یک معمار اهل ژاپن است. او را معمولاً با دو معمار مشهور ژاپنی دیگر، یعنی شیگرو بان و کازویو سجیما مقایسه می‌کند. علاوه بر این‌ها او نوشته‌های پرثمری هم داشته‌است.

## نگارخانه

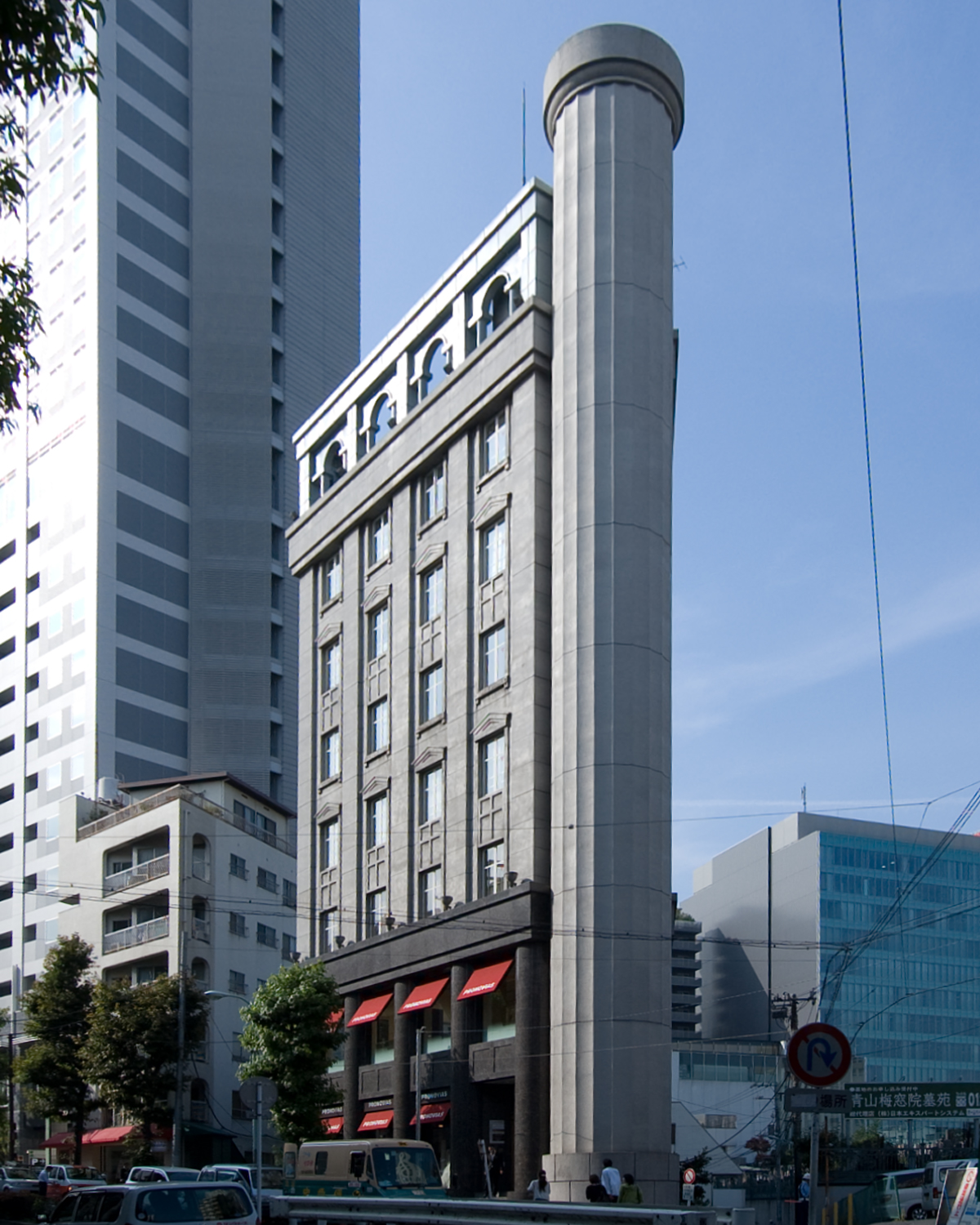
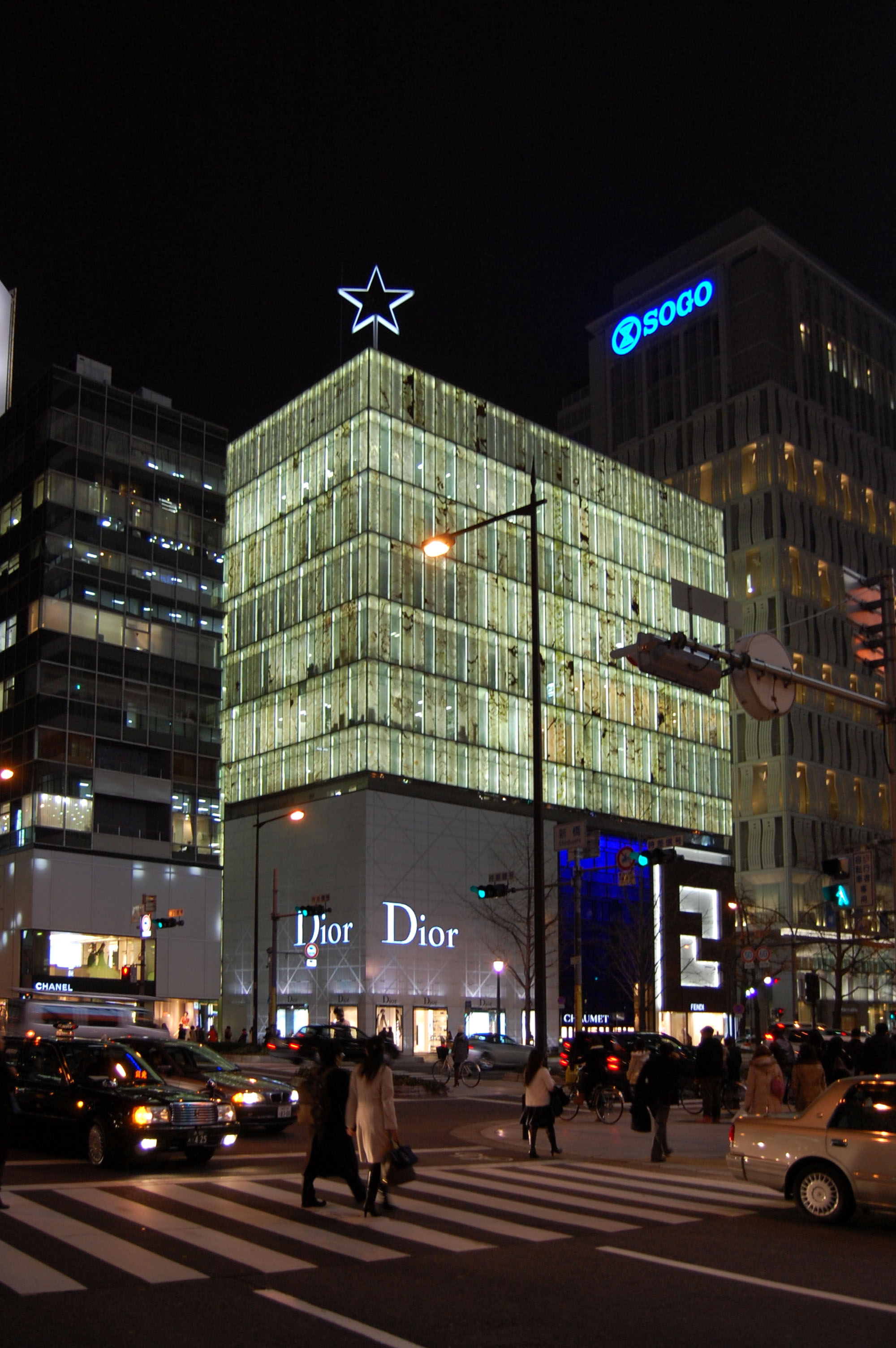
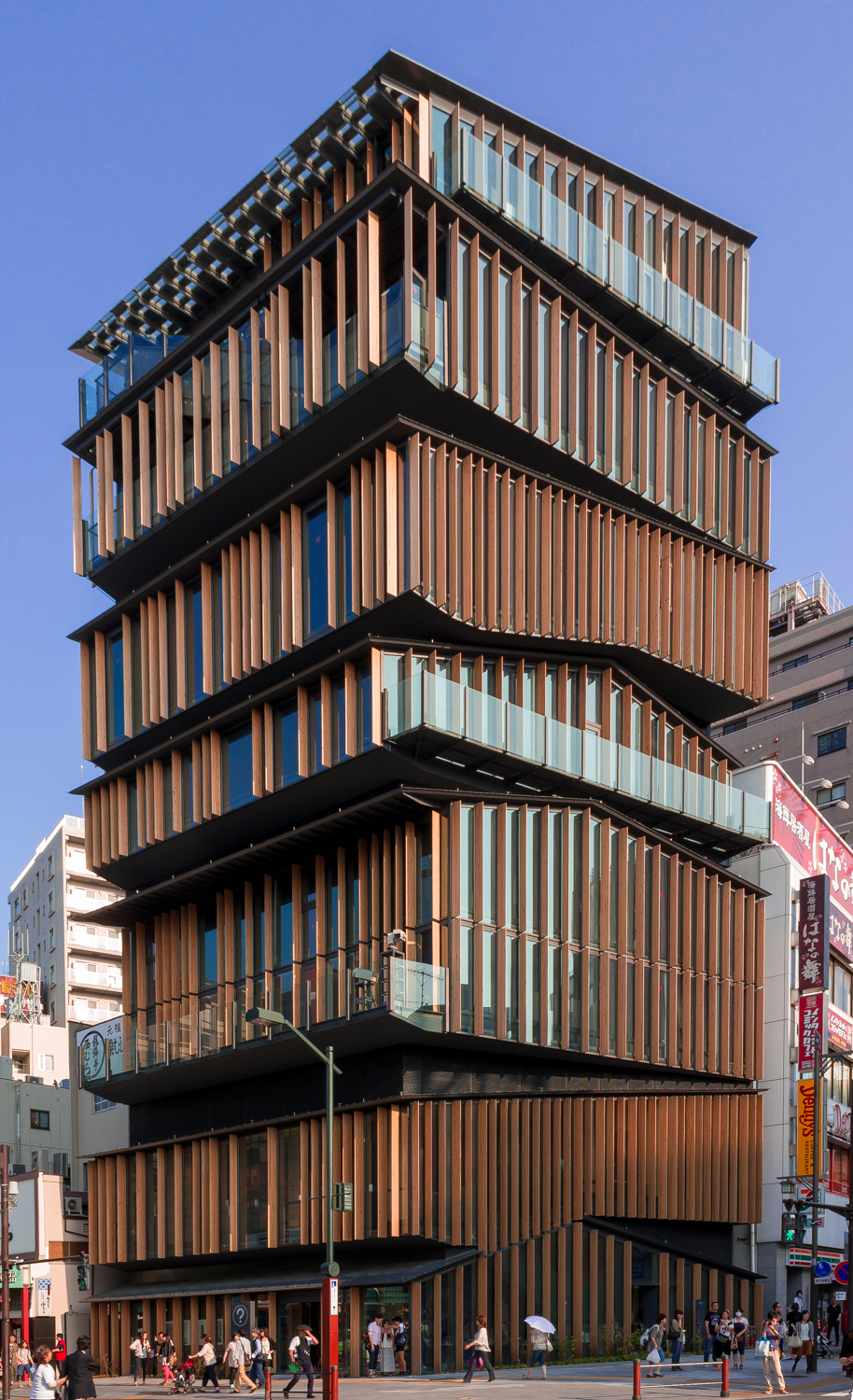
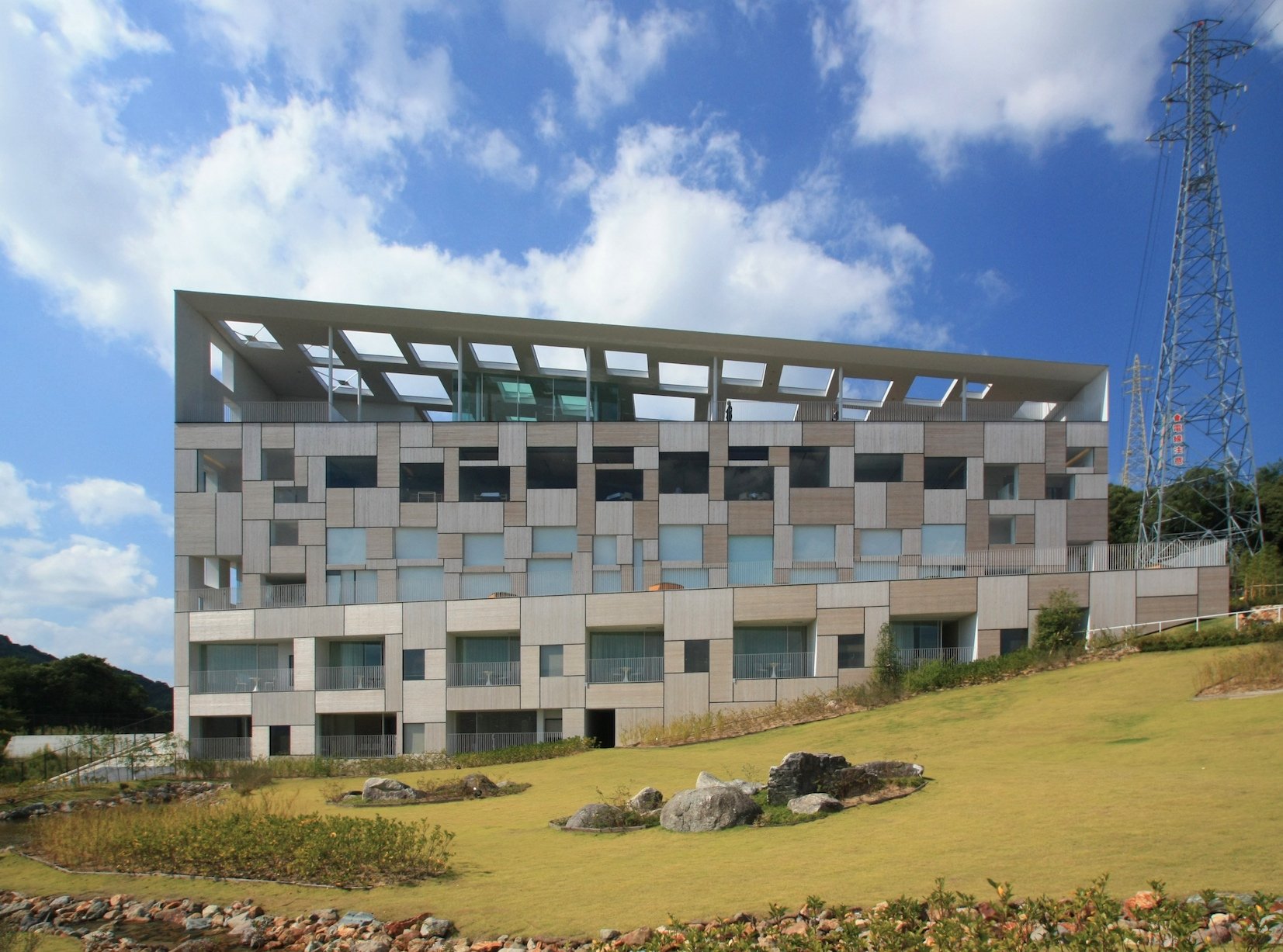
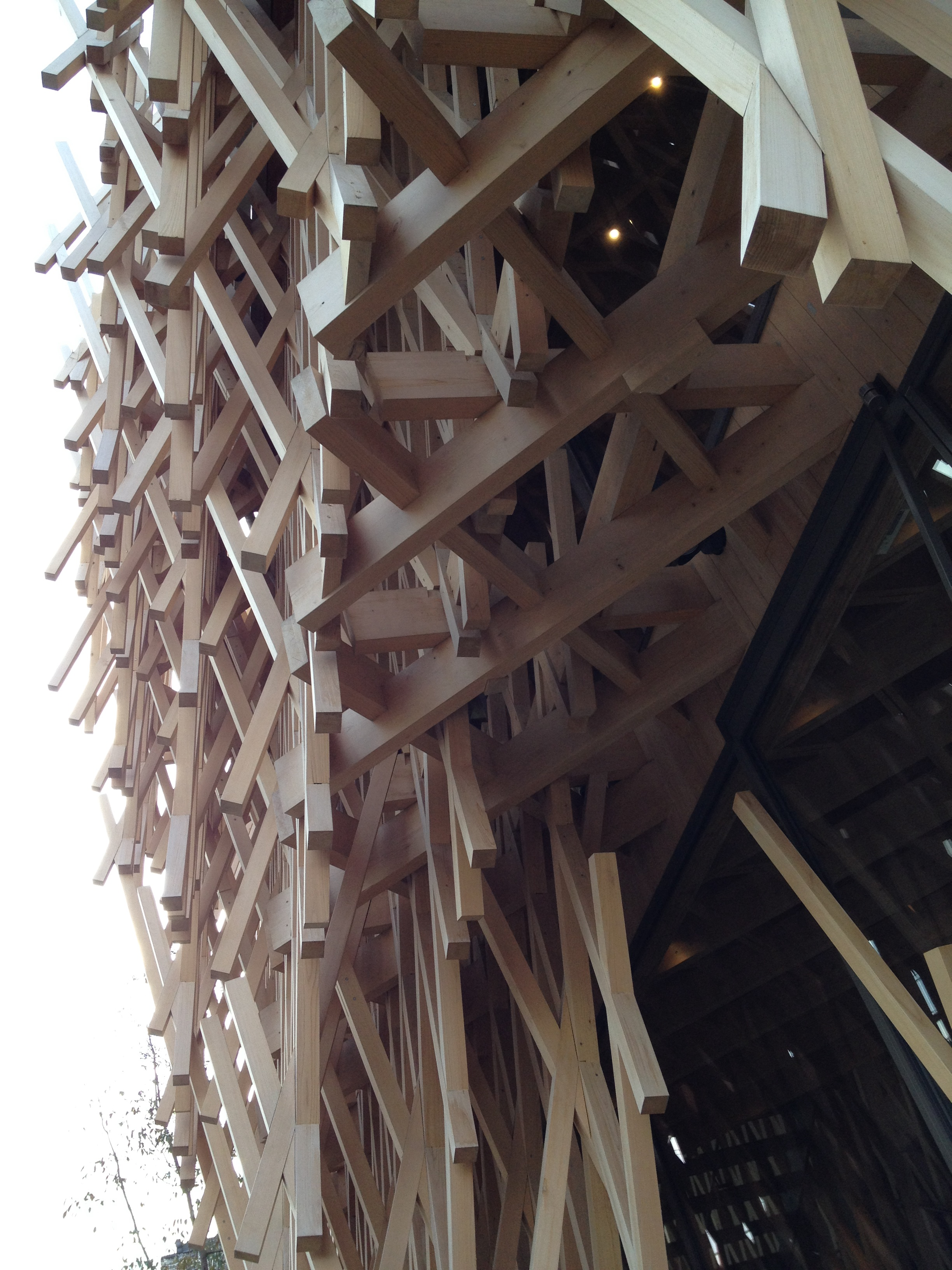